# Joseph Ignaz Anton von Saenger
Joseph Ignaz Anton von Saenger (* 5. Dezember 1805 in Pultusk; † 11. Februar 1875 in Wiesbaden) war königlich preußischer Generalmajor und zuletzt Kommandant der Festung Erfurt.

## Herkunft
Seine Eltern waren der polnische Hauptmann und preußische Oberförster Alexander Simon von Saenger und dessen Ehefrau Alexandra von Bronewski.

## Leben
Er besuchte das Waisenhaus in Halle und ging danach auf das dortige Gymnasium. Nach seinem Abschluss ging er am 28. September 1824 als Kanonier in die 5. Artillerie-Brigade. Am 1. Mai 1825 wurde er zum Bombardier, am 26. April 1826 zum Unteroffizier und am 21. Juni 1826 zum Portepeefähnrich ernannt worden. Vom 1. Oktober 1826 bis zum 31. Juli 1828 war er an die Vereinigte Artillerie- und Ingenieurschule abkommandiert. Anschließend wurde er am 9. September 1828 zum außeretatmäßigen Seconde-Lieutenant ernannt und am 20. Dezember 1830 als Artillerie-Offizier einrangiert. Am 17. März 1842 stieg er zum Premier-Lieutenant auf und am 13. April 1844 bekam er seine Adelsbestätigung als von Saenger. Er erhielt am 26. Dezember 1848 die Beförderung zum Hauptmann und kam am 2. April 1857 als Artillerie-Offizier vom Platz nach Magdeburg. Von dort kam er am 2. Februar 1858 als Kommandeur der reitenden Abteilung in das 7. Artillerie-Regiment. Er wurde am 18. Oktober 1861 zum Oberstleutnant befördert und kämpfte als solcher im Deutsch-Dänischen Krieg. Er kämpfte bei Missunde, nahm am Sturm auf die Düppeler Schanzen teil und am Feldzug in Jütland. Dafür erhielt er am 10. März 1864 den Roten Adlerorden 4. Klasse mit Schwertern. Am 26. Mai 1864 kam er als Kommandeur der II. Abteilung in das Feld-Artillerieregiments Nr. 2 und wurde in den Stab des Generals Eduard Vogel von Falckenstein kommandiert. Er wurde am 18. Dezember 1864 von seiner Stellung entbunden. Zwei Tage später – am 20. Dezember 1864 – kam er als Kommandant in die Festung Erfurt, dazu wurde er à la suite des Feld-Artillerieregiments Nr. 2 gestellt. Er erhielt am 11. April 1865 das Düppeler Sturmkreuz und am 18. Juni 1865 die Beförderung zum Oberst.
Er wurde am 2. März 1867 mit Pension zur Disposition gestellt, außerdem erhielt er den Kronen-Orden 3. Klasse und am 14. November 1867 auch die Genehmigung die Uniform das Feld-Artillerieregiments Nr. 7 tragen zu dürfen. Während des Deutsch-Französischen Krieges war er das militärische Mitglied der Reserve-Lazarett-Kommission in Wiesbaden. Am 22. Februar 1871 bekam er dann den Charakter als Generalmajor und starb am 11. Februar 1875 in Wiesbaden.

## Familie
Saenger heiratete am 28. Dezember 1836 Fanny Anna Paulet (* 1815; † 26. April 1888). Das Paar hatte eine Tochter.